# Каротажна станція
Карота́жна ста́нція (рос.каротажная станция, англ. well logging unit, нім. Karot(t)agestation f) — установка для проведення повного комплексу геофізичних досліджень експлуатаційних і дослідницьких бурових свердловин.
Каротажна станція призначена для спуску і підйому в свердловини (глиб. 300—10 000 м) на каротажному кабелі електрично і механічно сполучених свердловинних приладів, вимірювання параметрів, які характеризують фізичні властивості гірських порід і технічний стан свердловин, а також реєстрації цієї інформації як функції глибини свердловини.
Каротажна станція поділяються на самохідні і несамохідні.